# Aéroport de Turkestan-Khazret Sultan
L’aéroport de Turkestan-Khazret Sultan ou Hazret Sultan International Airport (Code IATA: HSA ICAO: UAITLID: ТРК) est un aéroport du sud du Kazakhstan.

## Histoire
L'aéroport a été inauguré en septembre 2020.

## Situation
Il est situé à 20 km à l'est de la ville de Turkestan.
| \| 100 km1:25 028 000 \| Turkestan Aktaou Aktioubé Almaty Astana Atyraw Balkhach Chimkent Jezkazgan Kökşetaw Kostanaï Kyzylorda Öskemen Ourdchar Oucharal Oural Pavlodar Petropavl Sary-Arka Semeï Taldykourgan Taraz |
| 100 km1:25 028 000 |